# Nationaal park Waza
Het Nationaal park Waza (170 000 hectare) is het bekendste en meest bereikbare park van Kameroen (provincie Extrême Nord). Je vindt er, afhankelijk van het seizoen, olifanten, giraffen, antilopen, leeuwen en zeer veel vogels. De grote vijvers die aangelegd zijn, zorgen ervoor dat er niet veel dieren zich verplaatsen tijdens het droog seizoen.